# Montserrat Sagarra i Zacarini
Montserrat Sagarra i Zacarini (Barcelona, 1925) és una fotògrafa catalana.

## Biografia
Bibliotecària de formació, va deixar aquesta professió per convertir-se en la primera professional catalana de la fotografia durant la dictadura franquista. L'any 1963 va establir l'estudi fotogràfic al carrer Domènech. Pionera a incorporar-se en una professió acaparada llavors pels homes, també va introduir innovacions formals en la fotografia catalana. Per exemple, va ser de les primeres persones a treballar en color, després de fer-ne un curs a Alemanya l'any 1963 i d'incorporar un laboratori de color al seu estudi. D'altra banda, el 1966 es va convertir en una de les primeres fotògrafes a introduir la modalitat de fotos mogudes. Amb motiu d'una exposició a Grifé i Escoda (1966) va utilitzar aquesta tècnica en unes imatges de curses de braus. Els laboratoris, sense entendre'n la proposta, es negaven a revelar-li les fotos. Els temes que més li han interessat han estat la cultura popular catalana, el món rural i la fotografia geogràfica. Durant molts anys va treballar com a fotògrafa de Pau Vila, alhora que li feia de xofer. Són seves les fotografies del llibre La casa rural a Catalunya i ha fet també gran part de les fotos de la Gran Geografia Comarcal de Catalunya. Pensa que dedicant-se a la fotografia ha pogut fer la vida que desitjava.

## Fons personal
El seu fons personal es conserva a l'Arxiu Nacional de Catalunya. Es tracta del material que l'autora va descartar de tot el que produí per encàrrec d'Enciclopèdia Catalana per a la Geografia Comarcal de Catalunya. Ofereix una visió àmplia del país; esglésies, monestirs, pobles i ciutats, edificis emblemàtics, llocs, d'interès, natura i paisatges. Tanmateix s'inclou una petita col·lecció de retrats de consellers de la Generalitat Republicana. El darrer ingrés correspon a material de diverses publicacions de l'autora.